# Carl Noon
Carl Noon – brytyjski zawodnik mieszanych sztuk walki (MMA), aktor filmowy.

## Życiorys
W mieszanych sztukach walki, jako amator, debiutował jesienią 2007 roku. Stoczył wówczas walkę z Chrisem Thompsonem, którą wygrał, zmuszając konkurenta do aktu rezygnacji. 4 października 2008 stoczył pierwszy pojedynek zawodowy. Aż do 2011 odnosił serię zwycięstw: pokonywał siedmiu kolejnych zawodników, między innymi Chrisa Fieldsa (w październiku 2009, przez wymuszenie na nim poddania) oraz Bolę Omoyele (w marcu 2010, przez nokaut). Dzięki czterem pierwszym z tych zwycięstw uznano go za "mistrza Burnley Brawl wagi średniej". 10 września 2011 Jack Marshman pokonał Noona w walce organizowanej przez federację BAMMA. Wygrana Marshmana nie była jednak oczywista od początku pojedynku; wstępny przebieg walki wskazywał, że zwycięzcą zostanie Noon. W 2016 roku podano, że Noon jest jednym z dwudziestu najlepszych brytyjskich zawodników MMA wagi średniej. Witryna thefightlounge.co.uk określiła Noona jako "jednego z najsilniejszych brytyjskich zawodników o średniej wadze ciała".
Członek organizacji Cage Warriors Fighting Championship (CWFC), BAMMA oraz OMMAC. Waży około 84 kg, różne źródła podają inne informacje na temat jego wzrostu (mającego wynosić od 177 do 185 cm). Treningi siłowe odbywa dwa razy w ciągu dnia. Nadano mu pseudonim "Big" (duży), ze względu na muskularną budowę ciała.
Ma za sobą niedługą karierę aktora. W 2013 roku wystąpił w trzech produkcjach brytyjskich: thrillerze A Hand to Play, filmie akcji Hooligans III (Green Street 3: Never Back Down) oraz dramacie Paper and Plastic. W drugim z tych filmów zagrał członka grupy ulicznych chuliganów z Manchesteru. Na planie zdjęciowym partnerował Scottowi Adkinsowi.
Mieszka w Lancaster w hrabstwie Lancashire; jest to jego miasto rodzinne.

### Lista walk MMA
| Wynik     | Bilans | Przeciwnik         | Rozstrzygnięcie                                  | Runda | Czas | Rozgrywki                                     | Data                | Miejsce                  | Uwagi |
| --------- | ------ | ------------------ | ------------------------------------------------ | ----- | ---- | --------------------------------------------- | ------------------- | ------------------------ | ----- |
| Przegrana | 7-3    | Mike Shipman       | TKO (ciosy pięściami)                            | 1     | 0:10 | Bellator 200: London                          | 25 maja 2018        | Londyn                   |       |
| Przegrana | 7-2    | Jack Marshman      | TKO (ciosy pięściami)                            | 3     | 2:09 | BAMMA 7 − Wallhead vs. Trigg                  | 10 września 2011    | Birmingham               |       |
| Wygrana   | 7-1    | Aurelijus Kerpe    | Decyzja (jednogłośna)                            | 3     | 5:00 | OMMAC 9 − Enemies                             | 5 marca 2011        | Liverpool                |       |
| Wygrana   | 6-1    | Mike Ling          | Poddanie (duszenie zza pleców)                   | 1     | 3:48 | BAMMA 3 − Watson vs. Horwich                  | 15 maja 2010        | Birmingham               |       |
| Wygrana   | 5-1    | Bola Omoyele       | TKO (ciosy pięściami)                            | 2     |      | Burnley Brawl 3 − Cage Fighting Championships | 20 marca 2010       | Burnley                  |       |
| Wygrana   | 4-1    | Stephen Fenwick    | TKO (ciosy pięściami)                            | 1     |      | Burnley Brawl 2 − Cage Fighting Championships | 7 listopada 2009    | Burnley                  |       |
| Wygrana   | 3-1    | Chris Fields       | Poddanie (duszenie połączone z dźwignią na kark) | 1     | 4:54 | OMMAC 2 − Business As Usual                   | 3 października 2009 | Liverpool                |       |
| Wygrana   | 2-1    | Neil Harwood       | TKO                                              | 1     | 0:20 | CG11 − Resurrection                           | 7 marca 2009        | Anglia (miasto nieznane) |       |
| Wygrana   | 1-1    | Nerijus Mikelatius | Poddanie (duszenie zza pleców)                   | 1     | 0:32 | CG10 − Clash of the Titans                    | 29 listopada 2008   | Liverpool                |       |
| Przegrana | 0-1    | Andy Wadsworth     | Poddanie (duszenie zza pleców)                   | 3     | 2:26 | CG9 − Beatdown                                | 4 października 2008 | Liverpool                |       |

## Filmografia
Aktor
- 2010: BAMMA 3 jako on sam
- 2011: BAMMA 7 jako on sam
- 2013: A Hand to Play jako hanchman
- 2013: Hooligans III (Green Street 3: Never Back Down) jako uliczny chuligan
- 2013: Paper and Plastic jako taksówkarz

Producent
- 2013: Paper and Plastic (producent wykonawczy)